# 西城故事 (2021年電影)
《西城故事》（英語：West Side Story）是一部2021年上映的美國愛情歌舞片，由史蒂芬·史匹柏執導，東尼·庫許納編劇。電影改編自李奧納德·伯恩斯坦和史蒂芬·桑坦的同名百老匯音樂劇。主演包括瑞秋·曾格勒、安索·艾格特、亞莉安娜·黛博塞、寇瑞·史托爾和布莱恩·德阿西·詹姆斯。
《西城故事》由華特迪士尼工作室電影於2021年12月10日美國上映。

## 剧情
1957年，白人青年的喷射机帮与波多黎各人的鲨鱼帮爆发冲突，争夺曼哈顿上西城圣胡安山的地盘。克拉基警长和施兰克中尉前来劝架，说整个街区就要被拆除，用来兴建林肯表演艺术中心。然而双方对重建的事情不同意，喷射机帮的老大里夫提议打一场。他找到假释中的老朋友托尼帮忙，但被对方拒绝，理由是自己答应过达克杂货店的波多黎各老板娘瓦伦蒂娜，不会重操旧业。与此同时，鲨鱼帮老大贝纳多的妹妹玛丽亚与朋友奇诺订婚，但内心渴望独立。在当地的舞会上，托尼和玛丽亚一见钟情。贝纳多看到这一幕非常愤怒，答应里夫在托尼在场的条件下打架。向玛丽亚表白后，托尼从玛丽亚着火的房子中救走她，并答应第二天见面。
贝纳多和女友安妮塔就纽约的生活闹矛盾，一边是贝纳多对美国的生活感到悲观，希望回波多黎各生活，一边是安妮塔对美国梦深信不疑。警方得知打架的消息，来找喷射机帮盆问，对方说不知情。托尼和玛丽亚到曼哈顿上城的修道院博物館约会，期间坦言自己有一次把敌对帮派的人打了个半死，被关了一年，自此立志改过自新。玛丽亚要托尼承诺劝架，之后彼此承诺爱对方。托尼偷走里夫刚买的枪，说服他叫停打斗，结果枪被喷射机帮偷了回去。施兰克让克拉基带队清场。尽管托尼和警方出手干预，双方还是坚决要打斗，贝纳多在打斗中捅死了里夫，托尼怒火中烧，捅死了贝纳多。两帮人在警方抵达前逃跑，奇诺找到里夫的枪。
上班的时候，玛丽亚滔滔不绝地谈起自己对托尼的爱，奇诺过来说托尼杀了贝纳多，玛丽亚听完心烦意乱。后来玛丽亚找到托尼，说自己害怕失去他，不让他自首，要一起私奔。瓦伦蒂娜了解到贝纳多的死讯，开始反思自己与亡夫达克的跨种族关系。与此同时，奇诺密谋杀死托尼，以此应付鲨鱼帮的抗议。安妮塔去太平间辨认完贝纳多的尸首，回家看望玛丽亚和托尼，恰巧碰到正要离开的托尼。在和玛丽亚争吵的时候，安妮塔接受了玛丽亚和托尼相爱的事实。施兰克就托尼的下落审问玛丽亚，玛丽亚派安妮塔警告他小心奇诺。尽管如此，安妮塔还是去找喷射机帮，用种族歧视的语言飙脏话，差点被对方的人轮奸，幸好瓦伦蒂娜出手相救。被伤害的安妮塔声称奇诺杀了玛丽亚，立誓放弃美国梦回波多黎各老家。瓦伦蒂娜也谴责了喷射机帮。最终喷射机帮在屈辱中解散。
瓦伦蒂娜把安妮塔的话告诉给托尼，托尼听完来到鲨鱼帮的地盘，乞求奇诺杀了自己。结果玛丽亚突然出现，让托尼松了一口气，但被奇诺开枪打中。托尼最终躺在玛丽亚怀里死去。玛丽亚拿到奇诺手里的枪，瞄准赶来的鲨鱼帮和喷射机帮，含泪斥责他们争地盘害死了很多无辜的生命，最终把枪放下。最终，警方到场逮捕了奇诺，两边的黑帮在玛丽亚的关注下，把托尼的遗体带到达克杂货店。

## 演員
- 瑞秋·曾格勒 飾 瑪麗亞（Maria）
- 安索·艾格特 飾 東尼（Tony）
- 亞莉安娜·黛博塞 飾 安妮塔（Anita）
- 大衛·阿爾瓦萊斯（英语：David Alvarez (actor)） 飾 貝納多（Bernardo）
- 寇瑞·史托爾 飾 施蘭克中尉（Police Lieutenant Schrank）
- 布莱恩·德阿西·詹姆斯（英语：Brian d'Arcy James） 飾 克拉基警長（Police Sergeant Krupke）
- 麗塔·莫瑞諾 飾 瓦倫蒂娜（Valentina）
- 麥克·費斯 飾 里夫（Riff）
- 柯蒂斯·庫克飾 阿貝（Abe）

### 噴射機幫
- 伊薩·美納斯（Ezra Menas）飾 愛尼巴蒂斯（Anybodys）
- 班·庫克（英语：Curtiss Cook） 飾 話筒（Mouthpiece）
- 肖恩·哈里森·瓊斯（Sean Harrison Jones）飾 鬥哥（Action）
- 派屈克·希金斯（Patrick Higgins）飾 小約翰（Baby John）
- 帕洛瑪·加西亞-李（Paloma Garcia-Lee）飾 格拉齊拉（Graziella）
- 梅狄·齊格勒 飾 威爾瑪（Velma）

### 鯊魚幫
- 喬希·安德烈斯·里維拉（Josh Andrés Rivera）飾 奇諾（Chino）
- 安娜·伊莎貝爾（英语：Ana Isabelle） 飾 蘿莎莉亞（Tony）
- 朱利葉斯·安東尼·盧比奧（Julius Anthony Rubio）飾 基克（Quique）
- 里卡多·扎亞斯（Ricardo Zayas）飾 查高（Chago）
- 賽巴斯汀·塞拉（Sebastian Serra）飾 布勞里奧（Braulio）
- 卡洛斯·桑切斯（Carlos Sánchez）飾 皮波（Pipo）

## 製作
2014年3月，史蒂芬·史匹柏表示有興趣執導《西城故事》的翻拍版本。這促使二十世紀福斯獲得了該項目的版權。2017年7月，曾在《慕尼黑》（2005年）和《林肯》與史匹柏合作過的東尼·庫許納在一次採訪中透露，他正在為該片撰寫劇本，並說故事將比1961年版本的更接近原作。
2018年1月，史匹柏宣布可能會在《印第安納瓊斯5》拍攝完成後執導該片。幾天後，開始為瑪麗亞（Maria）、東尼（Tony）、 安妮塔（Anita）和貝納多（Bernardo）進行公開選角。4月在紐約市和5月在佛羅里達州的奧蘭多舉行了更多的公開選角。2019年7月，由於《印第安納瓊斯5》被延後上映，史匹柏開始為《西城故事》進行前期製作。
9月，賈斯汀·佩克被聘為電影編舞，而安索·艾格特加盟並飾演主角東尼。11月，艾莎·岡薩雷成為角色安妮塔的競爭者之一，而麗塔·莫瑞諾加盟並飾演角色瓦倫蒂娜，該角改編自原作角色達克（Doc）。2019年1月，新人瑞秋·曾格勒加盟並飾演主角瑪利亞，而亞莉安娜·黛博塞、大衛·阿爾瓦萊斯和喬希·安德烈斯·里維拉加盟並飾演安妮塔、貝納多和奇諾（Chino）。3月，寇瑞·史托爾和布莱恩·德阿西·詹姆斯加盟劇組。4月，宣佈噴射機幫和鯊魚幫的演員陣容。

### 音樂
大衛·紐曼將全新改編由李奧納德·伯恩斯坦創作的歌曲。古斯塔沃·杜達美擔任指揮，而珍妮·狄蘇瑞擔任歌唱教練。

### 拍攝
主體拍攝於2019年6月17日開始，拍攝地點包括紐約市布魯克林區、紐澤西州的紐華克和派特森。拍攝於2019年9月27日殺青。

## 發行
《西城故事》原定2020年12月18日美國上映。2020年9月，受2019冠狀病毒病疫情影響，迪士尼宣佈電影延期至2021年12月10日美國上映。
影片最初被海湾国家禁映，理由据信是伊萨·美纳斯扮演的爱尼巴蒂斯是跨性别角色，情况和早前因有同性恋角色被海湾国家禁映的漫威影业超级英雄电影《永恒族》类似。迪士尼拒绝针对审查人员的要求删减戏份。时隔大约一个月后，影片在阿联酋上映。

## 評價
《西城故事》發行後，收獲媒體和影評家的廣泛好評。根据評論匯總网站爛番茄汇总的388篇评论文章，91%的评论家给予该作正面评价，平均打分为8.2分（满分10分）。该网站总结的评论家共识是“y”，共識評價寫道：「史蒂芬·史匹柏的《西城故事》以全新的面貌展現了這部經典音樂劇，它不辜負其摯愛的原作——在某些方面甚至可能超越它。 」。在Metacritic網站上得到「好評居多」的綜合評分，獲得了85/100分（62位影評人）。CinemaScore調查觀眾評價為「A」。

## 票房
北美票房3853万美元，其他地区3731万美元，全球票房7584万美元，因此相较于一亿美元的成本来说，本片亏损严重。
| 上一届： 《魔法滿屋》 | 2021年美國週末票房冠軍 第50週 | 下一届： 《蜘蛛人：無家日》 |

## 奖项
- 赢得第94届奥斯卡金像奖最佳女配角奖（Ariana DeBose），获得最佳影片、导演、摄影、艺术指导、服装设计和音效六项提名。
- 赢得第75届英国电影学院奖最佳女配角奖（Ariana DeBose）和最佳选角（Cindy Tolan）奖，获得最佳男配角（Mike Faist）、艺术指导和音效三项提名。
- 赢得第79届金球奖最佳音乐喜剧类影片、音乐喜剧类女主角（Rachel Zegler）和女配角奖（Ariana DeBose）奖，获得最佳导演提名。

## 外部連結
- 互联网电影数据库（IMDb）上《西城故事》的资料（英文）
- Box Office Mojo上《西城故事》的資料（英文）
- 爛番茄上《西城故事》的資料（英文）
- AllMovie上《西城故事》的资料（英文）
- Metacritic上《西城故事》的資料（英文）
- 開眼電影網上《西城故事》的資料（繁體中文）
- 时光网上《西城故事》的資料（简体中文）
- 豆瓣电影上《西城故事》的資料 （简体中文）